# Ordre de la Liberté et de l'Indépendance
L’ordre de la Liberté et de l'Indépendance (en coréen : 자유독립훈장) est une décoration établie par décret du Présidium de l'Assemblée populaire suprême de la république populaire démocratique de Corée le 7 juillet 1950. C'est l'une des plus hautes distinctions du pays. Il est composé de deux grades (1ère classe et 2ème classe), et cet ordre est décerné avec l'ordre du Drapeau national du même rang,.
Elle est divisée en deux classes : la première classe est décernée aux commandants et aux unités de partisans des brigades, des divisions et des groupes militaires supérieurs qui se sont distingués pour leur bravoure, leur courage et leur commandement efficace des opérations militaires.
La deuxième classe est décernée aux commandants des régiments, bataillons, compagnies et détachements de partisans, ainsi qu'aux professionnels civils employés dans l'industrie pour l'armée.

## Histoire
Les récompenses originales de plaque à vis ou d'épingle ont été décernées aux commandants de terrain de division, de corps ou d'armée pour leurs réalisations au combat. La médaille a été décernée aux commandants de l'Armée populaire de Corée et de l'Armée populaire de libération.
Sous le règne de Kim Jong-il, le prix est devenu un style cravate. Il a perdu de son prestige et est maintenant donné pour des raisons plus politiques que militaires.
Il est décerné aux commandants de régiment ou de formation inférieure pour leur compétence au combat.

## Caractéristiques
La décoration est une étoile rouge à cinq branches avec un drapeau rouge au sommet et un médaillon représentant un char, un avion et des soldats. Cette étoile est superposée à une étoile d'or à dix branches. Le bâton est rouge-blanc-vert-rouge avec une étroite bande centrale dorée pour la première classe et deux étroites bandes dorées pour la deuxième classe. 

### Variantes
Deux variantes ont été fabriquées : une de fabrication soviétique avec un mécanisme de fixation par torsion et une de fabrication nord-coréenne avec une broche.

## Grades
Cet ordre est composé de deux grades : la 1ère classe et la 2ème classe.

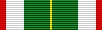
Ruban de 1ère classe
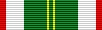
Ruban de 2ème classe

## Récipiendaires
Pendant la guerre de Corée (1950-1953), la première classe de l'ordre, a été décerné à 95 Coréens et 126 Chinois et la deuxième classe à 3 043 Coréens et 4 703 Chinois.